# Дипалладийпентаиттербий
Дипалладийпентаиттербий — бинарное неорганическое соединение, интерметаллид
палладия и иттербия
с формулой Yb5Pd2,
кристаллы.

## Получение
- Сплавление стехиометрических количеств чистых веществ:

{\displaystyle {\mathsf {2Pd+5Yb\ {\xrightarrow {695^{o}C}}\ Yb_{5}Pd_{2}}}}

## Физические свойства
Дипалладийпентаиттербий образует кристаллы
моноклинной сингонии,
пространственная группа С 2/c,
параметры ячейки a = 1,6321 нм, b = 0,6560 нм, c = 0,7680 нм, β = 97,5°, Z = 4,
структура типа дикарбида пентамарганца Mn5C2
.
Соединение образуется по перитектической реакции при температуре 695°C.
При температуре 685°С в кристалле происходит фазовый переход.